# Dăbravite
Dăbravite (bulgariska: Дъбравите) är ett distrikt i Bulgarien.   Det ligger i kommunen Obsjtina Belovo och regionen Pazardzjik, i den västra delen av landet, 80 km sydost om huvudstaden Sofia.